# Ruiselede

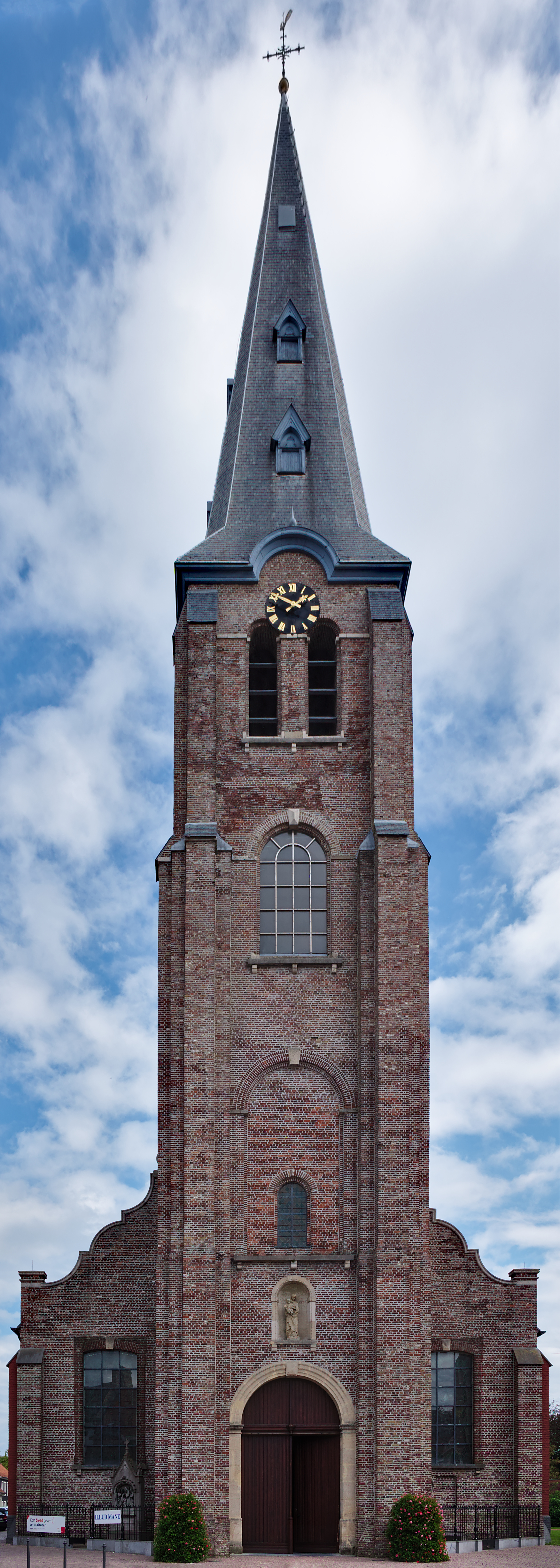
Onze-Lieve-Vlouv-ten-Hemelopnemingskerk

Ruiselede, en français désuet Ruysselède est commune néerlandophone de Belgique située en Région flamande dans la province de Flandre-Occidentale.

## Histoire

### Traces du passé
Des recherches archéologiques (octobre 2009 - février 2010) sur l' Ommegangstraat ont révélé de nombreux vestiges. Les tout premiers datent du Néolithique final. La région était particulièrement peuplée pendant l'âge du fer (800 av. J.-C. à 57 av. J.-C.) et au début de la période romaine. Un site rare sous la forme d'un cimetière du Ier siècle de notre ère a été découvert. Le cimetière est unique en raison de la grande tombe et de la richesse des objets mis au jour dans les tombes, notamment des perles, des épingles, des objets en argile noire et en céramique sigilée. L'équipe archéologique a également trouvé des trous de poteaux de spykers (bâtiments de stockage), un puits, des fosses et des douves entre 3 000 av. J.-C. et le Ier siècle.
Ruiselede est mentionné en l'an 1106 dans un acte sous le nom de Rusleda. Cet acte de l'Abbaye Saint-Bertin montre que l'abbaye avait le droit de nommer le curé de Ruiselede. En 1128, après l'assassinat de Charles le Bon à Bruges, un conflit eut lieu sur le territoire de l'ancienne seigneurie d'Axpoele (nl) entre Thierry d'Alsace et Guillaume de Normandie. Cette bataille d'Axpoele (nl) a été décrite par Galbert de Bruges, le secrétaire du comte.

### Seigneuries
Le territoire de Ruiselede était composé par un ensemble de plusieurs dizaines de seigneuries. Les seigneuries importantes comprenaient ter Vlaeght, Sint-Pieters Schalklede, Poelvoorde, Gallentas, Vossenholle, Kraaienbroek et Axpoele. Sur les terres de la ferme ter Vlaeght (sur Abeelstraat) se trouve encore une ancienne chapelle templière, déjà mentionnée au XVIIe siècle (rapports du chanoine Triest). Le territoire de Ruiselede appartenait à la fois à la châtellenie de Courtrai et à l'Oudbourg (nl) de Gand. En 1627, Loys de Bersacques dépeint la zone frontalière de ces deux châtellenies en représentant l'église de Ruiselede.

### XVIIeetXVIIIesiècles
Le centre du village est également présenté dans l'œuvre Flandria Illustrata d'Antoine Sandérus (1644). Le bâtiment de l'église avait alors trois nefs avec le clocher au milieu. Même avant 1305, la Ons Vrauwe van Ruslede est mentionné comme lieu de pèlerinage pénal. Au XVe siècle, le savant Joannes Varenacker (nl) y naquit qui devint un théologien important de Louvain pendant les débuts de l'université nouvellement fondée. Au XVIe siècle, c'est le savant Jan Geldrius (nl) de Bruges qui était un philologue et maître d'école bien connu, qui y vit le jour. Au XVIIe siècle, d'importants travaux furent réalisés sur l'église, qui avait été en partie détruite en 1645. En 1688, une spinhuis, maison de correction pour femme où l'on effectuait des travaux forcés de filature, est fondée.

### XIXeetXXesiècles
Au XIXe siècle, la communauté religieuse de la filature a donné naissance à l'actuelle Congrégation des Sœurs de Notre-Dame des 7 Orphelins (nl), dont le monastère mère est toujours situé à Ruiselede (comprenant la chapelle du couvent, les bâtiments de l'ancien pensionnat de filles et l'école secondaire Sancta Maria).
En 1847, les armoiries familiales des seigneurs d'Axpoele deviennent les armoiries de la commune de Ruiselede. En 1849, dans un coin reculé de la commune, à la frontière avec Wingene et Beernem, l'Ecole de Reforme de Ruysselede a été créée pour les vagabonds, les orphelins et les jeunes délaissés. Il s'agit aujourd'hui de l'Institution Communautaire d'Aide Spéciale à la Jeunesse De Zande (nl) (au 14 de Vagevuurstraat). Cette institution fonda une école d'horticulture qui servit en 1884 de modèle à l'école d'horticulture du Frederiksoord néerlandais.
Ruiselede était l'emplacement d'une station d'émission intercontinentale Belradio avec des antennes de 284 mètres de haut pour relier l'Amérique, le Congo belge et d'autres territoires d'outre-mer, actuellement gérée par l'armée belge. De 1923 à 1940, il avait une antenne VLF (en). Le 30 décembre 1933, le mât est démoli lorsqu'un avion le heurte.
Le 8 septembre 1944, Ruiselede est libérée par la 1ère division blindée polonaise. Ce jour-là, de violents combats eurent lieu dans l' Aalterstraat entre les soldats allemands en retraite et les forces polonaises dirigées par le général Stanislaw Maczek. La Chapelle de la Paix dans l' Aalterstraat et le nom Polenplein, avec une œuvre d'art de Jef Claerhout, rappellent cette libération.
Le lundi 25 avril 2022, il a été annoncé à la mairie que la commune fusionnera avec la commune voisine de Wingene au 1er janvier 2025. Une première, car il s'agit de la première fusion volontaire sur le territoire ouest-flamand.

## Géographie
Après les fusions de communes en 1977, Ruiselede demeure autonome. Au nord de la commune se trouvent deux petits villages, possédant chacun leur paroisse, Doomkerke et Kruiskerke. Un hameau rural, De Klaphulle, se situe au centre.
| #   | Nom        |
| --- | ---------- |
| I   | Ruiselede  |
| II  | Doomkerke  |
| III | Kruiskerke |

La commune de Ruiselede jouxte les villages et communes suivants :
- a. Kanegem (ville de Tielt)
- b. Tielt (ville de Tielt)
- c. Schuiferskapelle (ville de Tielt)
- d. Wingene, et le hameau Sin-Jan (commune de Wingene)
- e. Beernem (commune de Beernem)
- f. Aalter, et le hameau Maria-Aalter (commune de Aalter)

Ruiselede, quartiers et communes voisines. Les zones en jaune représentent les agglomérations.

- g. Lotenhulle (commune de Aalter)
- h. Poucques (commune de Aalter)

## Héraldique
|  | La commune possède des armoiries qui lui ont été octroyées le 28 août 1847 et confirmées le 1er mars 1993. Le seul sceau historique du village date de 1791 et ne montre que la lettre L. Ces armoiries ont été dérivées des armoiries des seigneurs d’Axpoele, car le village faisait déjà partie du grand domaine d’Axpoele au XIIIe siècle. Blasonnement : De sable, au chef d'argent, à une fasce vivrée de gueules. Source du blasonnement : Heraldy of the World. |

## Démographie

### Évolution démographique
- Source : DGS, de 1831 à 1981 = recensements population ; à partir de 1990 = nombre d'habitants chaque 1er janvier[3].

## Galerie

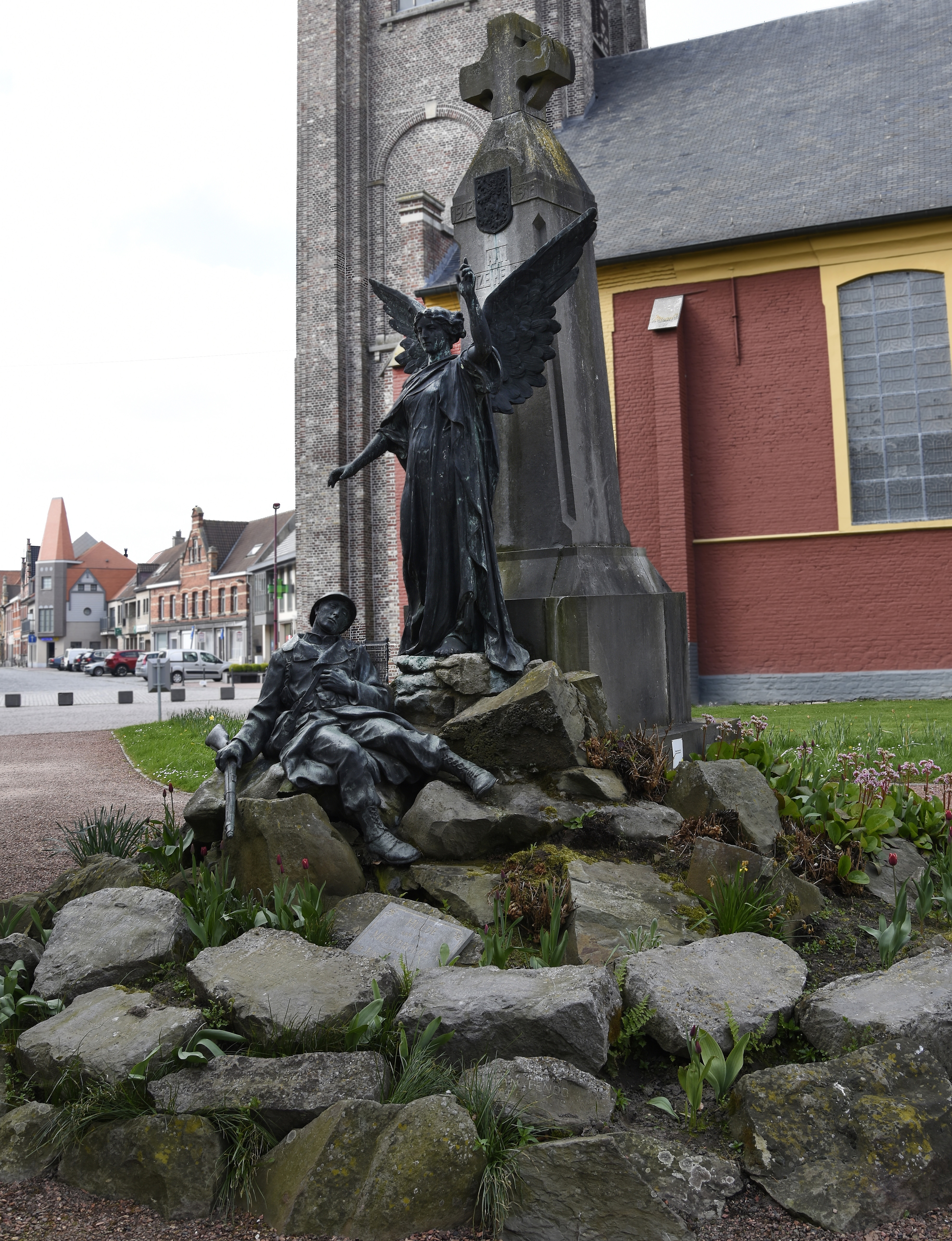
Mémorial de la guerre par Aloïs De Beule dans le parc municipal.
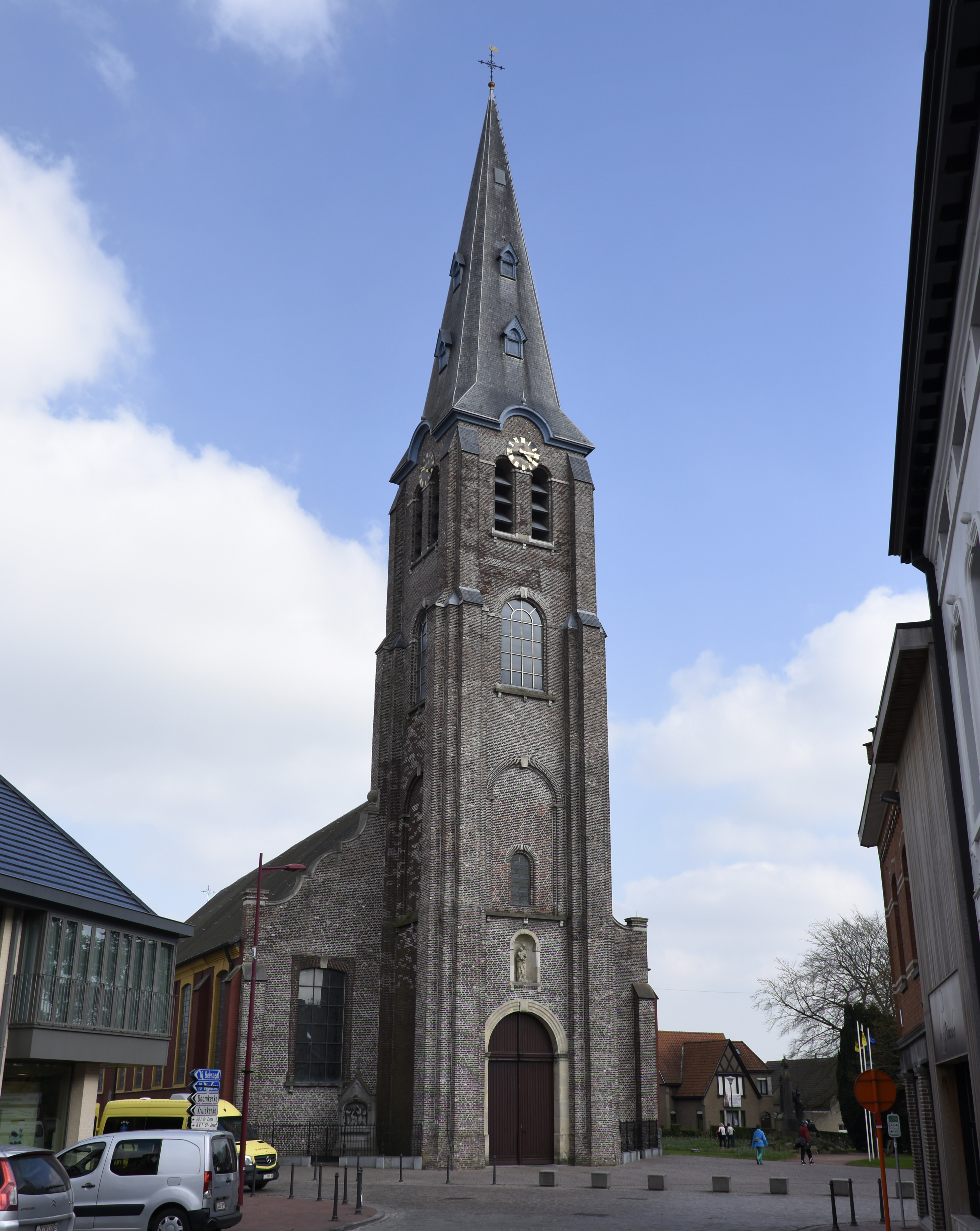
L'église Onze-Lieve-Vrouw-ten-Hemelopnemings.
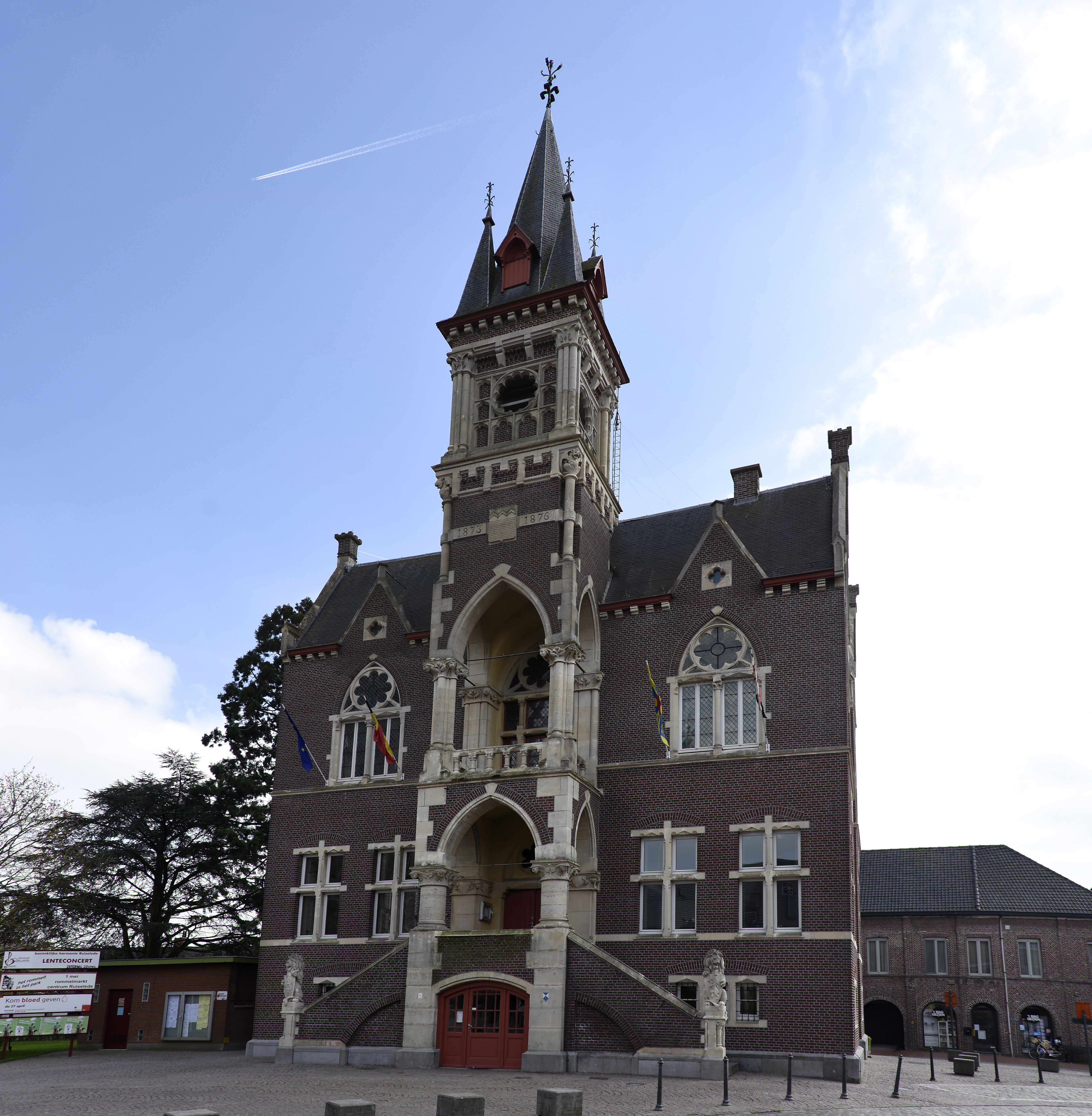
La maison communale néogothique.